# Kanton Longuenesse
Der Kanton Longuenesse ist seit 2015 ein französischer Wahlkreis im Arrondissement Saint-Omer, im Département Pas-de-Calais und in der Region Hauts-de-France; sein Hauptort ist Longuenesse. 

## Gemeinden
Der Kanton besteht aus sieben Gemeinden mit insgesamt 32.545 Einwohnern (Stand: 1. Januar 2022) auf einer Gesamtfläche von 65,86 km²:
| Gemeinde                 | Einwohner 1. Januar 2022 | Fläche km² | Dichte Einw./km² | Code INSEE | Postleitzahl |
| ------------------------ | ------------------------ | ---------- | ---------------- | ---------- | ------------ |
| Arques                   | 9.526                    | 22,41      | 425              | 62040      | 62510        |
| Blendecques              | 4.891                    | 9,56       | 512              | 62139      | 62575        |
| Campagne-lès-Wardrecques | 1.300                    | 4,69       | 277              | 62205      | 62120        |
| Hallines                 | 1.202                    | 5,72       | 210              | 62403      | 62570        |
| Helfaut                  | 1.728                    | 8,92       | 194              | 62423      | 62570        |
| Longuenesse              | 10.559                   | 8,40       | 1.257            | 62525      | 62219        |
| Wizernes                 | 3.339                    | 6,16       | 542              | 62902      | 62570        |
| Kanton Longuenesse       | 32.545                   | 65,86      | 494              | 6232       | –            |